# Ванкендорф
Ванкендорф (њем. Wankendorf) општина је у њемачкој савезној држави Шлезвиг-Холштајн. Једно је од 84 општинска средишта округа Плен. Према процјени из 2010. у општини је живјело 2.970 становника. Посједује регионалну шифру (AGS) 1057085.

## Географски и демографски подаци
Ванкендорф се налази у савезној држави Шлезвиг-Холштајн у округу Плен. Општина се налази на надморској висини од 42 метра. Површина општине износи 13,3 km². У самом мјесту је, према процјени из 2010. године, живјело 2.970 становника. Просјечна густина становништва износи 223 становника/km².